# Novye Izvestia
Novye Izvestia (em russo:  Новые известия) é um jornal russo diário.
Foi fundado em 1997, o primeiro redator-chefe era Igor Golembiovsky. Desde 2003 Valery Iakov é redator-chefe.
O jornal contém notícias, entrevistas com personagens renomados e peritos, publicismo, reportagens, fotos coloridos...